# Garrigatitan
Garrigatitan – rodzaj wymarłego dinozaura, zauropoda z grupy tytanozaurów.
Skamieniałości dinozaurów, w tym nieznanego nauce zwierzęcia, znaleziono na południu Francji, w departamencie Bouches-du-Rhône, na zachodzie basenu Aix-en-Provence, w okolicy Velaux-La Bastide Neuve. Skamieniałości znajdowano w tamtym rejonie od XIX wieku. Odkryto tam choćby ampelozaura, tytanozaura opisanego w 1995, i Atsinganosaurus, rodzaj opisany w 2010 przez Garcię et al. Kości spoczywały wśród skał uformowanych w późnym kampanie (kreda późna). Znalezione kości należały do przynajmniej dwóch rodzajów i gatunków tytanozaurów. Pierwszym był Atsinganosaurus velauciensis. Pozostałe kości należały do tytanozaura nieznanego jeszcze rodzaju. Jak na tytanozaura zwierzę nie było szczególnie wielkie, osiągało od 4 d 6 metrów długości i masę ciała 2–2,5 tony. Okaz mógł jednak być osobnikiem jeszcze niedorosłym. Długość dorosłych okazów z Velaux-La Bastide Neuve, które mogły należeć do tego samego rodzaju, wynosiła około 12 m (ich dojrzałość potwierdzono histologicznie), być może dorastały do 16 m. To nadal niedużo jak na tytanozaura. Przedstawiciele tej grupy osiągali wszak znacznie większe rozmiary, np. długość brazylijskiego Austroposeidon oszacowano na około 25 m. W każdym razie opisywany okaz wykazywał cechy anatomiczne odróżniające go od innych tytanozaurów. Verónica Díez Díaz, Géraldine Garcia, Xabier Pereda Suberbiola, Benjamin Jentgen-Ceschino, Koen Stein, Pascal Godefroit i Xavier Valentin wskazali w nich następujące cechy diagnostyczne:
- klepsydrowata kość ramienna, przynajmniej w widoku z przodu i z tyłu, z częścią proksymalną i dystalną podobnej szerokości,
- szerokie zaokrąglone wydrążenie na kości biodrowej leżące do tyłu od podstawy szypułki łonowej (pubic peduncle),
- bliższa część brzegu bocznego kości udowej bocznie pochylona[1].

Dzięki temu Díez Díaz et al. opisali w 2020 nowy rodzaj, któremu nadali nazwę Garrigatitan. Pierwszy człon nazwy, słowo garriga, wywodzi się z oksytańskiego, wywodzącego się z kolei od prowansalskiego garric i spokrewnionego z francuskim garrigue. Badaczom chodzi tutaj o garig, jak tłumaczą w swej pracy, niską śródziemnomorską roślinność złożoną przede wszystkim z opornych na suszę krzaków, pospolitą w miejscu znalezienia szczątków zwierzęcia. Do nazwy rzeczonej formacji roślinnej dołączyli przyrostek titan, odwołując się do olbrzymów z mitologii greckiej, w której tytani i tytanidy byli starszą generacją bóstw, potomstwem Uranosa i Gai, obalonymi przez młodszych bogów. Jak zauważają Díez Díaz et al., przyrostek ten jest popularny w nazwach tytanozaurów, czego przykładem Brasilotitan, Baurutitan czy Gondwanatitan. W obrębie rodzaju opisano gatunek Garrigatitan meridionalis. Epitet gatunkowy ma swój źródłosłów w łacinie, w której słowo to oznacza południowy. Odnosi się ono do znalezienia skamieniałości na południu Francji. Holotypem obrano okaz MMS/VBN.09.17 obejmujący kość krzyżową z częścią lewej kości biodrowej.
Garrigatitan należy do zauropodów. Ta grupa olbrzymich dinozaurów dzieli się na kilka bardziej pierwotnych linii, najbardziej zaawansowana ewolucyjnie grupa dzieli dwie główne linie: diplodokokształtne i Macronaria. Ta ostatnia obejmuje grupę Titanosauriformes, do której kreatorzy zaliczyli Garrigatitan. Wprowadzona przez Leonardo Salgado, grupa ta obejmuje brachiozaura i Titanosauria, a więc zaliczają się do niej brachiozaury i Somphospondyli, przy czym te dwa ostatnie dzielą się na linie euhelopa i Titanosauria. Opisywany rodzaj zaliczał się do Titanosauria, kladu definiowanego jako Titanosauriformes bliższe saltazaurowi niż brachiozaurowi czy euhelopowi. Grupa ta łączy Saltasauridae, Nemegtosauridae i Malawisaurus. Díez Díaz et al. zaliczają dalej Garrigatitan do kladu Lithostrotia. Według definicji Jeffreya Wilsona i Paula Upchurcha z 2003 roku obejmuje on ostatniego wspólnego przodka Malawisaurus dixeyi i Saltasaurus loricatus oraz wszystkich jego potomków. W wyniku przeprowadzonej przez kreatorów Garrigatitan analizy filogenetycznej powstał kladogram obfitujący w nierozwikłane politomie. W politomii z wieloma innymi grupami znajduje się w niej klad Lirainosaurinae. Zdefiniowali go 2 lata wcześniej Díez Díaz et al. jako obejmujący wszystkich potomków ostatniego wspólnego przodka Lirainosaurus astibiae i Ampelosaurus atacis. Najbardziej bazalnym jego przedstawicielem jest Lirainosaurus, stanowiący grupę siostrzaną kladu złożonego z kolei z Atsinganosaurus i grupy Garrigatitan + Ampelosaurus.